# Paul Gerlach (Politiker, 1929)
Paul Gerlach (* 18. August 1929 in Obernau; † 24. Mai 2009 in Aschaffenburg) war ein deutscher Jurist, Verwaltungsbeamter und Politiker (CSU). Er war von 1969 bis 1987 Abgeordneter im Deutschen Bundestag.

## Beruf und Ausbildung
Gerlach studierte Rechtswissenschaften an der Johann Wolfgang Goethe-Universität Frankfurt am Main und Julius-Maximilians-Universität Würzburg. 1951 wurde er Mitglied der katholischen Studentenverbindung KDStV Gothia-Würzburg im CV. Später wechselte er zum Studium der Volks- und Betriebswirtschaftslehre an die Verwaltungshochschule Speyer. 1954 legte er das erste, 1957 das zweite juristische Staatsexamen in Würzburg ab.
Er wurde als Rechtsanwalt zugelassen und war in Aschaffenburg tätig. 1961 trat er in den bayerischen Staatsdienst ein und war bei der Bezirksregierung Unterfranken tätig, zuletzt als Regierungsdirektor. 
Nach seinem Ausscheiden aus dem Deutschen Bundestag 1987 führte er mit seinem Sohn Thomas und inzwischen seiner Enkelin Judith Gerlach, die beide politisch in die Fußstapfen des Vaters bzw. Großvaters traten, eine Anwaltskanzlei in seiner Heimatstadt Aschaffenburg.
Seine letzte Ruhestätte fand er im Waldfriedhof des Aschaffenburger Stadtteils Obernau.

## Politik
1951 wurde Gerlach Mitglied der CSU. Er war stellvertretender Bezirksvorsitzender der Jungen Union (JU) in Unterfranken sowie Vorsitzender des JU-Kreisverbandes Aschaffenburg. Nach seinem Studium war er CSU-Wahlkreisgeschäftsführer für den damaligen Wahlkreis 231, der die kreisfreie Stadt Aschaffenburg, die Landkreise Aschaffenburg, Alzenau, Miltenberg und Obernburg umfasste, später CSU-Kreisvorsitzender.
Als Direktkandidat für den Bundestagswahlkreis Aschaffenburg-Stadt und Land wurde er bei der Bundestagswahl 1969 in den Deutschen Bundestag gewählt. Er war unter anderem in der 6. Wahlperiode Mitglied des Ausschusses für Jugend, Familie und Gesundheit, des Ausschusses für Verkehr sowie des Ausschusses für Post und Fernmeldewesen; in der siebten bis zehnten Wahlperiode war er Mitglied im Innenausschuss. 
1987 verzichtete er auf eine Wiederwahl aus gesundheitlichen Gründen.

## Engagements
Sportlich betätigte sich Paul Gerlach im Tischtennisclub 1950 e. V. Obernau, der sich dann dem bundesweiten DJK-Sportverband anschloss. Er war Gründungsmitglied und von 1950 bis 1986 war, mit einer kurzen Unterbrechung 1967 1. Vorsitzender. Auf seine Initiative geht der Bau des Sportgeländes „Am Heidig“ zurück.

## Ehrungen
- Verdienstkreuz am Bande des Verdienstordens der Bundesrepublik Deutschland (1978)
- Bayerischer Verdienstorden (1980), verliehen durch Ministerpräsident Franz Josef Strauß
- Verdienstkreuz Erster Klasse des Verdienstordens der Bundesrepublik Deutschland (1986), verliehen durch Bundespräsident Richard von Weizsäcker